# Katsuraius ikedaorum
Katsuraius ikedaorum là một loài bọ cánh cứng trong họ Lucanidae. Loài này được Nagai mô tả khoa học năm 1996.